# Álvaro Márquez
Álvaro Márquez, vollständiger Name Álvaro Iván Márquez Marrera, (* 3. Juli 1990 in Minas) ist ein uruguayischer Fußballspieler.

## Karriere

### Verein
Der 1,83 Meter große Defensivakteur Márquez gehörte zu Beginn seiner Karriere bereits mindestens 2007 der Jugendmannschaft und in der Spielzeit 2010/11 dem Erstligakader des Club Atlético Peñarol an. Bei den Montevideanern bestritt er in jener Saison ein Spiel in der Primera División. Ein Tor erzielte er nicht. Im Juli 2011 wechselte er innerhalb Montevideos zum Club Atlético Rentistas, für den er in der Spielzeit 2011/12 in insgesamt 15 weiteren Erstligapartien auflief. Ein persönlicher Torerfolg gelang ihm auch dabei nicht. Ende August 2012 schloss er sich den Rampla Juniors an. Von dort wurde er im Juli 2013 bis zum Jahresende an den Carabobo FC in Venezuela ausgeliehen. In der Saison 2013/14 absolvierte er sieben Begegnungen (kein Tor) in der Primera División. Nach zwischenzeitlicher Rückkehr zu den Rampla Juniors erfolgte Anfang März 2014 sein Wechsel zu deren Ligakonkurrenten Club Sportivo Cerrito. In der restlichen Spielzeit 2013/14 weist die Statistik acht Spiele (kein Tor) mit Márquez’ Beteiligung in der Segunda División aus. 2014/15 und darüber hinaus sind bislang (Stand: 14. August 2016) keine Einsätze verzeichnet.

### Nationalmannschaft
Márquez war Mitglied der von Ángel Castelnoble trainierten uruguayischen U-15-Auswahl, die bei der U-15-Südamerikameisterschaft 2005 in Bolivien teilnahm. Er gehörte der uruguayischen U-17-Nationalmannschaft an und war Teil des Kaders bei der U-17-Südamerikameisterschaft 2007 in Ecuador.